# Císařovna vdova Tu
Císařovna vdova Tu (杜太后, křestní jméno neznámé, kolem 902 – 17. července 961) byla císařovna vdova čínské císařské říše Sung. Byla manželkou generála Čao Chung-jina a matkou sungského císaře Tchaj-cu, který založil říši Sung.
Po její smrti se císařem stal její další syn, císař Tchaj-cung. Ten si nárokoval legitimitu na základě vůle své matky, která byla po její smrti údajně zapečetěná ve zlaté polici. Mnoho historiků se domnívá, že to byl ve skutečnosti pouze jeho výmysl.

## Císařovna vdova
V roce 960 její nejstarší přeživší syn Čao Kchuang-jin zinscenoval státní převrat, přinutil 7letého císaře Kunga z Pozdního Čou abdikovat a prohlásil se za císaře nové říše Sung. Když se o tom paní Tu dozvěděla, nebyla překvapena a pouze prohlásila: „Můj syn byl vždy ambiciózní.“ Před všemi ministry byla poctěna při velkém ceremoniálu jako císařovna vdova, ale nevypadala šťastně. Na otázku proč odpověděla: „Slyšela jsem, že je velmi těžké být vládcem. Císař je nad všemi prostými lidmi, takže když vládne podle etiky, zaslouží si veškerou jejich úctu. Pokud však vládne špatně, nemůže být ani tak dobrý jako obyčejný člověk. To je důvod, proč mám obavy.“ Císař Tchaj-cu se uklonil a slíbil, že si to bude pamatovat.

## Příslib zlaté police
Jen o rok později císařovna vdova Tu onemocněla a císař Tchaj-cu jí osobně podával léky a dělal jí společnost u postele. Když se nemoc zhoršila, byl povolán ministr Čao Pchu, aby sepsal závěť. Císařovna vdova Tu se zeptala svého syna: „Víš, proč ses stal císařem?“ Císař Tchaj-cu v slzách nedokázal odpovědět. Matka se zeptala znovu a císař Tchaj-cu odpověděl, že to vše bylo kvůli požehnání jejímu a jejích předků. „Špatně,“ řekla matka, „bylo to proto, že císař Ši-cung přiměl své malé dítě, aby se stalo jeho nástupcem. Mělo-li by Pozdní Čou staršího císaře, jak by ses jím mohl stát? Až zemřeš, nezapomeň předat trůn svému mladšímu bratrovi. Země je široká, počet obyvatel je veliký, starší císař je pro dynastii požehnáním.“ Císař Tchaj-cu brečel a pokýval hlavou. Císařovna vdova Tu také řekla Čao Pchuovi: „Také si pamatuj a následuj má slova.“ Tento rozhovor Čao Pchu zaznamenal a zapečetil ve zlaté polici, kterou si uchovali spolehliví zřízenci paláce.

## Rodina
Paní Tu, nejstarší z 8 dětí, se po dosažení dospělosti provdala za generála Čao Chung-jina a porodila mu 7 dětí:
- Čao Kuang-ťi (赵光济), první syn, zemřel mladý
- Čao Kchuang-jin (赵匡胤), druhý syn, narozený v roce 927
- Čao Kchuang-ji (赵匡义), později zvaný Čao Kuang-ji (赵光义) a nakonec Čao Ťi-ung (赵炅), třetí syn, narozený v roce 939
- Čao Kchuang-mej (赵匡美), později zvaný Čao Kuang-mej (赵光美) a nakonec Čao Ting-mej (赵廷美), čtvrtý syn, narozený v roce 947
- Čao Kchuang-can (赵匡赞), pátý syn, zemřel mladý
- Dcera, původně provdaná za Mi Fu-teho (米福德), později po Miově smrti si vzala Kao Chuaj-teho
- Další dcera, která zemřela mladá

Paní Tu byla přísná matka, která učila děti dodržovat pravidla a tradice. Její manžel Čao Chung-jin zemřel v roce 956.